# Cryptoblepharus exochus
Cryptoblepharus exochus là một loài thằn lằn trong họ Scincidae. Loài này được Horner mô tả khoa học đầu tiên năm 2007.